# Therrya abieticola
Therrya abieticola är en svampart som beskrevs av C.L. Hou & M. Piepenbr. 2007. Therrya abieticola ingår i släktet Therrya och familjen Rhytismataceae.   Inga underarter finns listade i Catalogue of Life.